# Tecruz de Anáhuac
Tecruz de Anáhuac är en ort i Mexiko.   Den ligger i kommunen Metztitlán och delstaten Hidalgo, i den sydöstra delen av landet, 130 km norr om huvudstaden Mexico City. Tecruz de Anáhuac ligger 1 293 meter över havet och antalet invånare är 182.
Terrängen runt Tecruz de Anáhuac är huvudsakligen lite bergig. Tecruz de Anáhuac ligger nere i en dal. Runt Tecruz de Anáhuac är det ganska glesbefolkat, med 30 invånare per kvadratkilometer. Närmaste större samhälle är Zacualtipán, 14,8 km nordost om Tecruz de Anáhuac. I omgivningarna runt Tecruz de Anáhuac växer huvudsakligen savannskog.